# Segue 1
Segue 1 é uma pequena galáxia satélite em órbita da Via Láctea. Tem poucas estrelas visíveis, mas é muito densa em matéria escura, de modo que a sua gravidade é de aproximadamente 1.000 vezes mais forte que a sua luminosidade poderia sugerir. Segue 1 está entre os mais extremos exemplos de uma galáxia de matéria escura conhecida.
A galáxia é uma das muitas galáxias quase invisíveis descobertas pelo Sloan Digital Sky Survey. Essas galáxias têm uma taxa de matéria escura para regular, matéria visível de 100 ou 1000 para um, tornando-as difíceis de detectar. Em contraste, a Via Láctea tem uma taxa de cerca de 10 para um.